# Rosa Arbeiter auf goldener Straße
Rosa Arbeiter auf goldener Straße ist ein aus zwei (nicht verbundenen) Teilen bestehender deutscher Avantgardefilm aus den Jahren 1968 und 1969 von Rosa von Praunheim. 

## Handlung
Die Protagonistin verliebt sich in einen durch schwere Brandverletzungen entstellten Mann und versucht, ihn mit ekstatischem Sex aus seinem Lebensunmut und seinen dunklen Gedanken herauszuholen. Aber seine sexuelle Besessenheit von ihr wird schon bald zu einer neuen Qual für ihn.
Im zweiten Teil lässt von Praunheim die Protagonistin aus politischer Haft in der DDR fliehen und im bourgeois-bohèmen Milieu West-Berlins unterkommen. Dort verliebt sie sich unglücklich in einen schwulen Schauspieler. Um ihm zu gefallen, schließt sie sich einer Gruppe von homosexuellen Revolutionären an.

## Notizen
Der erste Teil hatte seine Uraufführung 1968 bei den Internationalen Filmfestspielen von Berlin, der zweite Teil 1969 bei der Hamburger Filmschau und wurde unter anderem im selben Jahr bei den Internationalen Kurzfilmtagen Oberhausen gezeigt. Die erste Fernsehausstrahlung erfolgte 1969 im ZDF.
Anlässlich des 50-jährigen Bestehens der Internationalen Kurzfilmtage Oberhausen im Jahr 2004 wurde der zweite Teil im Rahmen der Jubiläums-Retrospektive erneut bei dem Festival aufgeführt.
Im Jahr 2012 war der Film Namens- und Impulsgeber für eine Ausstellung in der Akademie der bildenden Künste Wien.

## Rezeption
Im Kontext der damaligen Zeit wurde von Praunheims Film von den progressiven Medien als mutig, avantgardistisch und emanzipatorisch bewertet: „Die Provokation, die von seinem Film ausging, war groß. [...] Es ist der Film eines, der sich nicht schämt, Minderheit zu sein. [...] Praunheim hatte einen Freiraum innerhalb der offiziellen Fernsehkultur gefunden und stärkte allüberall im Sendegebiet die Vielfalt der Minderheiten.“ (Filmzentrale) Von Praunheim hätte schon zuvor mit anderen Filmen wirkungsvoll auf sich aufmerksam gemacht und setze mit Rosa Arbeiter auf goldener Straße (Teil 2) seine Erfolgsserie fort, schrieben Kay Hoffmann und Erika Wottrich (später erschienen in Protest – Film – Bewegung, edition text + kritik, 2015).
Auch in der Rückschau wird von Praunheims filmischer Vorstoss gewürdigt: „Der bemerkenswerte Film liefert ein Paradebeispiel dafür, dass die einseitige Ausrichtung von Geschlechterrollen und Sexualität widersinnig ist.“ (Kunst-Aspekte, 2012) Ein „Plädoyer für die Vielfalt der Minderheiten“, bekundete der Standard (2002).

## Auszeichnungen
Der zweite Teil wurde 1969 mit dem Prädikat besonders wertvoll ausgezeichnet.